# Georges Politzer

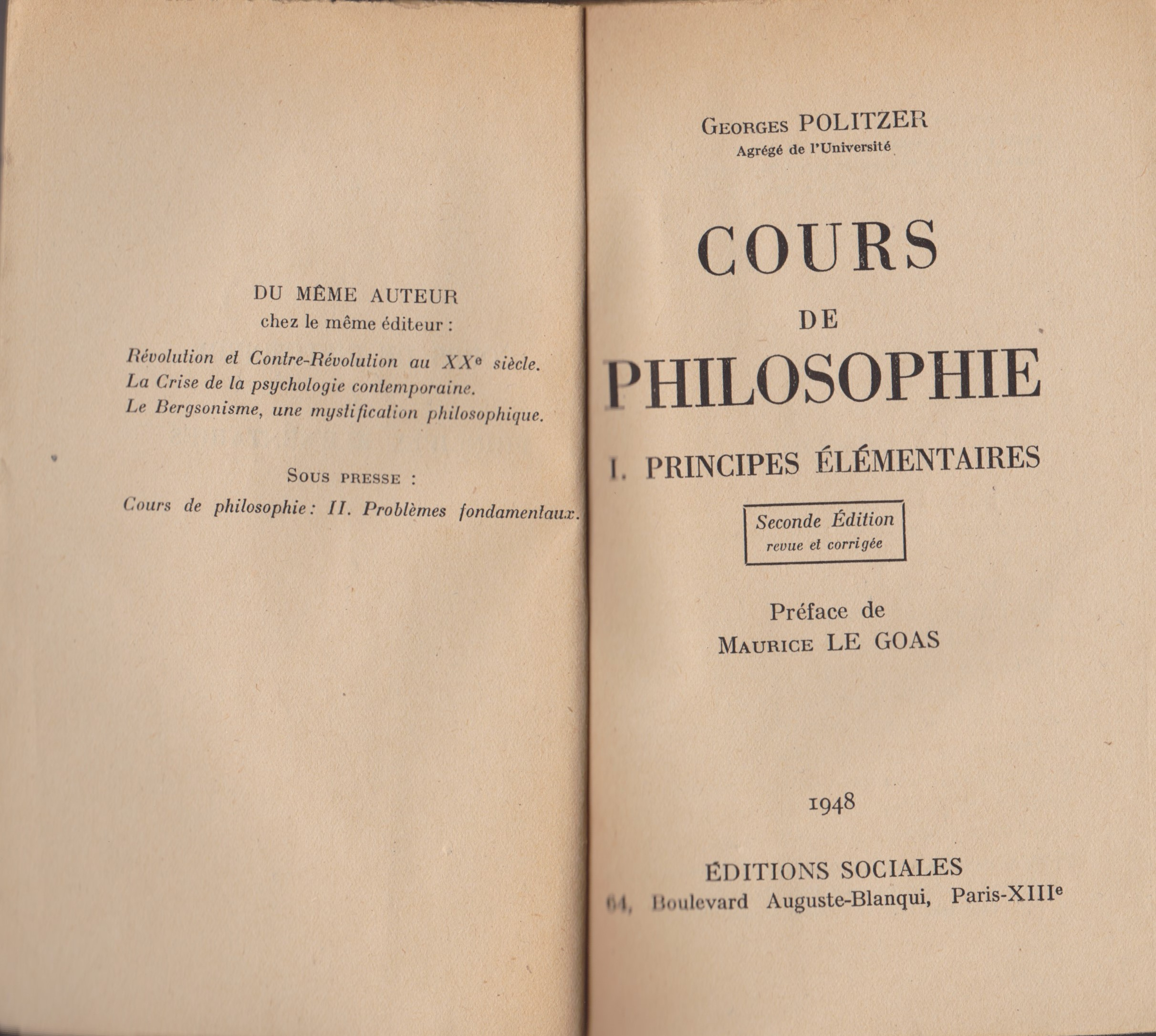
Página de edição em francês do título de Princípios fundamentais de filosofia

Georges Politzer (3 de maio de 1903 em Nagyvárad, Hungria - Forte do Monte Valerien, nos arredores de Paris, 23 de maio de 1942) foi um filósofo e teórico marxista francês de origem húngara. Georges Politzer foi militante comunista e participante da Resistência francesa. Preso em 1942 foi torturado e executado pela Gestapo por ser militante comunista. Sua esposa, Maï Politzer, que também fora detida, será enviada para o campo de concentração de Auschwitz-Birkenau, falecendo em março de 1943.

## Psicologia concreta
Politzer defendeu o que ele chamava de uma psicologia concreta, onde o objeto seria o estudo da vida humana a que ele chamou "drama da vida". Aos vinte e cinco anos 1928 publica sua crítica a A Interpretação dos Sonhos (Traumdeutung) de Freud A psicologia concreta deveria focar sua atenção no aspecto da vida física do indivíduo e nos pensamentos que se dirigem à realidade e as atividades humanas (Crítica, 1998).
Segundo Maurice Apprey, em sua nota como tradutor da edição norte-americana de 1994, a psicologia concreta elaborada por Politzer influencia de certa maneira o trabalho de importantes psicanalistas franceses, como Jacques Lacan e o do filósofo Maurice Merleau-Ponty.  

## Crítica dos fundamentos da psicologia
Louis Althusser, em duas conferências apresentadas (1963-1964), chamadas Psicanálise e Ciências Humanas, aponta que certamente foi através da leitura da obra de Politzer, e de sua crítica, que Maurice Merleau-Ponty e Jean Paul Sartre inseriram a psicanálise nas suas reflexões filosóficas ( Le Livre de Poche, 1996, Librairie Générale Française/IMEC, p. 33,34-36).  A obra de Freud, publicada originalmente em alemão em 1899, havia sido traduzida ao francês dois anos antes, 1926. Márcio Mariguela na sua apresentação à tradução portuguesa de Crítica (1998), aponta que esta obra marcou os "rumos da psicanálise na França", apontando sua inserção nos trabalho de Jacques Lacan e Michel Foucault.

## Biografia
Tomando parte da insurreição húngara de 1919, exila-se com 17 anos após o fracasso da República Soviética da Hungria dirigida por Béla Kun. 
Após encontrar Sigmund Freud e Sándor Ferenczi, instala-se em Paris em 1921. Em cinco anos, obtém todos os seus títulos académicos. Torna-se professor de Filosofia no liceu Marcelin-Berthelot em Saint-Maur-des-Fossés e toma parte do primeiro conselho de administração do estabelecimento.

### Resistência e morte
Mobilizado em Paris em 1940, coloca-se ao lado da direção clandestina do Partido Comunista Francês. Após julho de 1940, dirige a edição de um boletim clandestino. Após a prisão, em outubro de 1940, de seu camarada e amigo Paul Langevin, físico de renome mundial, Politzer lança o primeiro número de L’Université libre, relatando a prisão do amigo e denunciando as ações cometidas pelos invasores. L’Université libre circula entre 1940 e 1941.
Em fevereiro de 1942 Politzer é preso e, em maio, é fuzilado pelos nazis no Monte Valérien.
Apesar da sua morte trágica e das suas posições anti-fascistas, Georges Politzer só seria reconhecido como resistente a título póstumo e após uma longa batalha jurídica que só acabaria em 1956.

## Obras
Em português
- Crítica dos fundamentos da psicologia: a psicologia e a psicanálise. Piracicaba, Unimep, 1998 [1928].
- A Filosofia e os mitos. RJ: Civilização Brasileira, 1973 [1969].
- Princípios fundamentais de filosofia. Fulgor, 1962 [1935-1936].

Em francês
- Critique des fondements de la psychologie, 1928 reed.: Critique des fondements de la psychologie. La psychologie et la psychanalyse, 2003, Ed.: Presses Universitaires de France, Col. Quadrige, ISBN 2130535488
- Le Bergsonisme, une mystification philosophique, Édições sociales
- Sang et or, ou l’Or vaincu par le sang, novembro de 1940
- Révolution et contre-révolution au sécle XX, Edições sociales, março de 1941
- Principes élémentaires de philosophie, Edições sociales, anotações dos cursos lecionados na Universidade operária de 1935-1936 ; reedição Edições Delga, 2008. Início do capítulo 3. (em francês)
- Écrits, 1. La Philosophie et les Mythes, Edições sociales, [1969] 1973.
- Écrits, 2. Les Fondements de la psychologie, Edições sociales

Em inglês
- Critique of the foundations of psycology. Pittsburgh, Duquesne UP, 1994.

## Outros links
- Georges Politzer Archive in Marxist Internet Archive (inglês)
- Principes élémentaires de philosophie (francês)
- Obras em francês